# 南臺

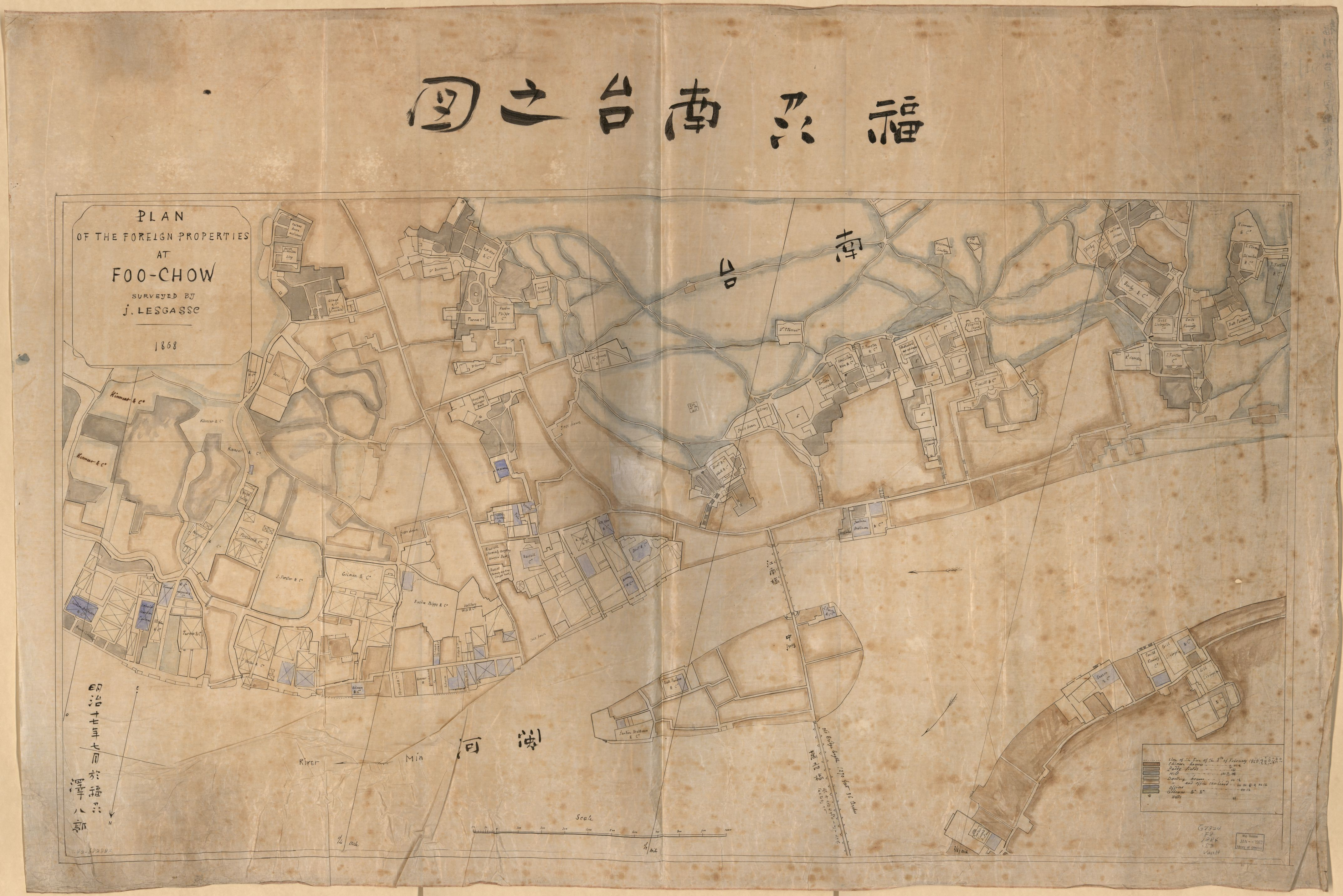
福州南臺地區地圖（1884年）

南臺是福建省福州市的一個傳統區域，可視之等同於臺江區，範圍大致為：北到工業路，東至鴨姆洲，西、南瀕閩江邊，是唐至清時期對福州城南門外一帶的統稱，該名沿用至今。

## 名稱
漢高祖五年（公元前202年），無諸在南臺山築臺受封為閩越王，該臺稱越王臺。
武帝元光元年（公元前134年）至元封六年（公元前110年），東越王余善在大廟山臨江（閩江）垂釣，後築臺稱釣龍臺。
唐翁承瓚的著作《南臺路書事》一書，這是「南臺」一詞較早的歷史記錄。
閩开平二年（908年），閩太祖在福州築「夾城」，「登南城翹望，有臺臨江」。「臺江」和「南臺」故而得名。
宋梁克家在《三山志》裡的也有：「南臺，城南有越王釣龍臺，故名。」和「自唐大曆以前，閩城通得祀者四：南臺、善溪、城隍與此而已。」的記載。
宋名相趙汝愚也曾在釣龍臺下的潭尾街留下題刻：「古南臺」。
明治十七年（1884年）七月（一說1868年），由澤八郎繪製的《福州南臺之圖》裡，把今天的老臺江區範圍寫名為「南臺」。在此後的昭和十六年（1941年）五月五日，由台灣總督府情報部繪製發行的《福州市街圖》裡，也繼承了「南臺」這一地名來命名。
民國二十三年（1934年），由上海良友出版社發行的《中華景象》中，將原本「南臺」一詞，從傳統的臺江，廣義到南臺島中北部的倉前山。

## 定義

### 狹義
狹義的南臺即傳統意義上的南臺，原為古城福州之南郊，亦稱「臺江」。在古代志書裏也多有「南臺江」的記載。

### 廣義
廣義的南臺即傳統意義上的南臺和倉山的一部分。在宋代詩人陸游在福州任職期間寫有《渡浮橋至南臺》詩曰：「客中多病費登臨，聞說南臺試一尋。九軌徐行怒濤上，千艘橫系大江心。寺前鐘鼓催昏曉，墟落雲煙自古今。白髮未除豪氣在，醉吹橫笛坐榕蔭。」這裡的「南臺」指的是臺江區彼岸的倉山區。當時陸游從福州城內，經現在的臺江區，過「九軌浮橋」至現在倉山區的天寧寺尋游。他稱「天寧寺」為「南臺」。「天寧寺」附近盛植梅花，「十里花為市，千家玉作林」，有「瓊花玉島」之稱，其中「梅嶺冬晴」為「南臺十景」之一。故此準確地說，「南臺」是泛指「臺江」的南北兩岸，包括現在的臺江區和倉山區的沿江區域。

## 文化
南臺是中國南方近代「西學東漸」的窗口之一，是閩都文化的內容之一。

### 口音
臺江口音，又稱城外福州話，是閩語福州話的一種子方言（或稱口音），指以往居住在福州市南臺地區一帶的居民（老鄉里）所操閩語之地方口音。

### 習俗
南臺的習俗繁多，在福州各老城區中保存得較為完整。 
南臺做年、清明節、乞巧節、中秋節和冬至的節日習俗與閩中十邑地區相仿。

### 俗語
- 三寶竹林龍嶺頂，閩越王垂釣釣龍臺。
- 買厝着買龍嶺頂，買塍着買遠洋鼓山邊。
- 白馬龍江留飯鋪，青草茫茫乞食洋。
- 水部蛤埕狀元境，程國公起建路通橋。
- 峭壁高崖白鷺數，貨船停泊上下杭。
- 十里何香銀湘，吉祥山下金垱橋。
- 泗洲佛得道白龍社，古蹟兩口眼睛池。
- 北興境真邋呆，迎娘奶穿棕蓑。
- 王莊一帶垂楊柳，耿王府辟南公園。
- 梅鵲爭春白鷺嶺，落雁晚照蒼霞洲。
- 後洲長江環玉帶，中洲浮島水分流。
- 十八洋路路彎彎，一年洪水淹九庵。
- 福州看廟宇，九庵十一澗。
- 峰山近水天安寺，鐘聲朗朗直直透江南。
- 月光光，照門戶。
- 月光光，照池塘。
- 竹橫前後嶼，柳倒大小橋。
- 鼓山汝莫暢，去了汝莫怨。

## 文物

### 省級文物保護單位
- 柔遠驛
- 古田會館
- 福州商務總會舊址
- 張真君祖殿
- 侯德榜故居
- 采峰別墅
- 上下杭商號建築群
- 路通橋
- 河口萬壽橋
- 黃培松故居

### 市級文物保護單位
- 萬壽橋
- 萬壽尚書廟
- 高氏文昌閣
- 三通橋
- 星安橋
- 三山會館
- 白馬橋
- 彬德橋
- 福清會館
- 建寧會館
- 蒼霞洲基督堂

## 建築
南臺的特色建築有大厝、柴欄厝；中平路一帶亦有近代西洋風格的建築。
從秦漢開始，位於南蠻之地的閩地先民吸收中原文化，形成富有福建特色的建築。近代受西方的建築風格影響，南臺的建築出現了新的變化，又融入了西方的元素。

### 大厝

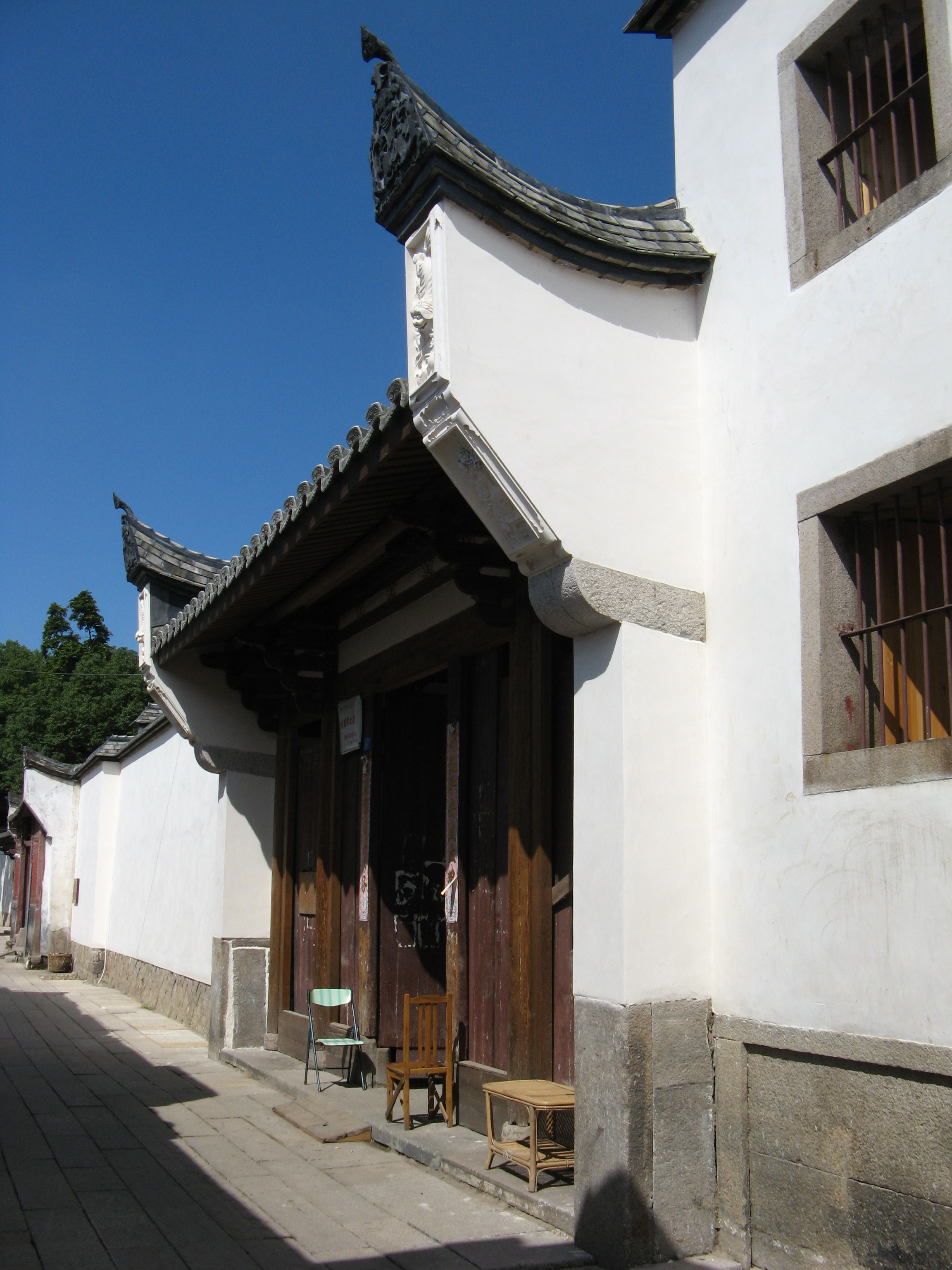
大厝

大厝是閩都民居的典型代表，是當時有錢商人的住宅。
大門一般分為三道（三重門）。防火牆是傳統的烏黑灰馬鞍牆。其中三重門中間的大門，是真正的大門。
大厝主要分佈在上下杭地區。

### 柴欄厝

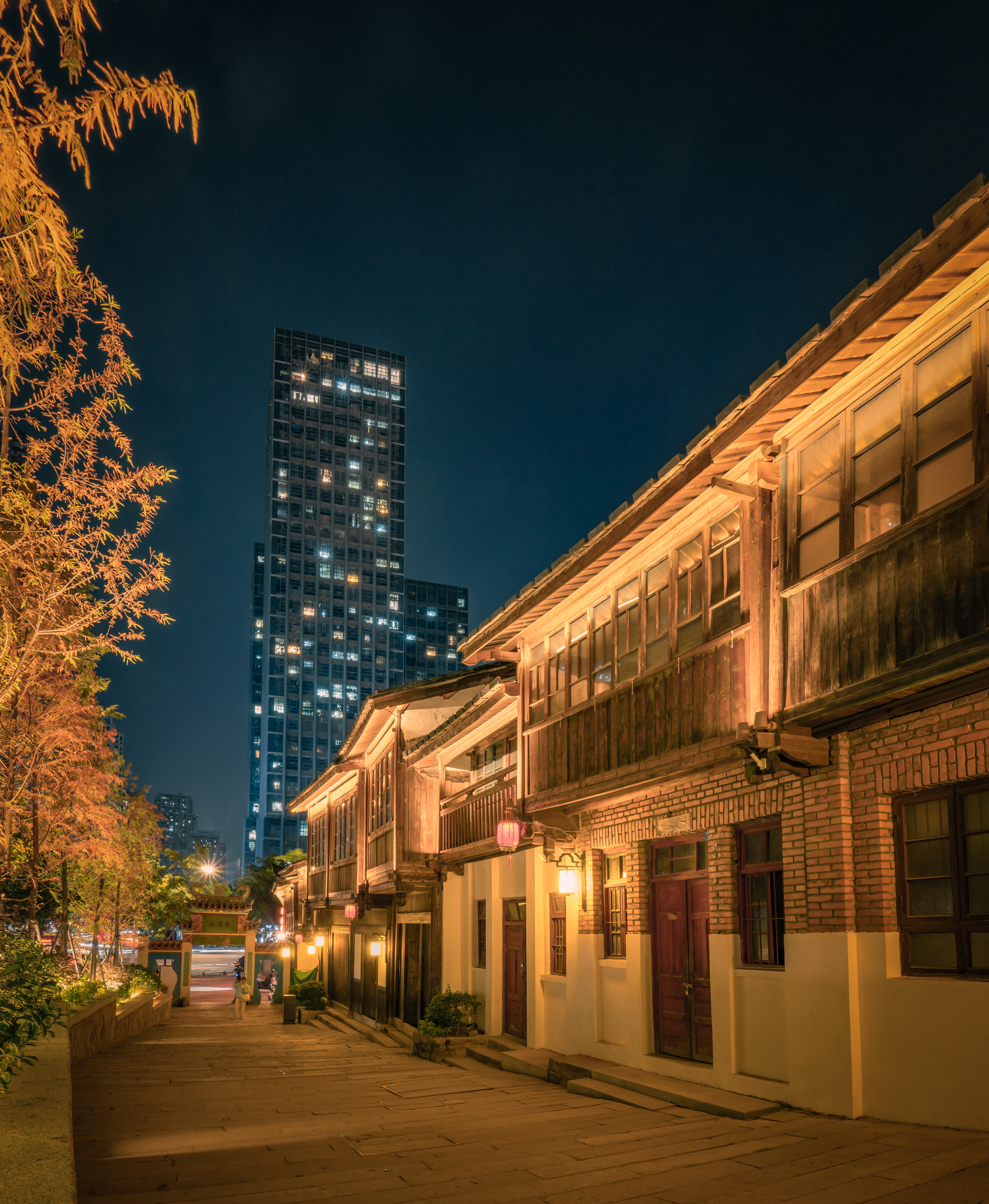
柴欄厝

是富有閩地特色的傳統民居，比大厝相對簡陋和狹窄。這種建築開間小，進深大，形如竹筒。一般分為兩層，臨街第一層一般是店鋪或是大廳，二樓才是生活房間，且做大水時可把家具等生活用品移至二樓生活。

### 騎樓
騎樓最早出現在福州中亭街一帶。後來因舊城改造中被拆除。

## 現狀
南臺人口稠密、交通方便，具有福州傳統特色的建築比較多，市井風格濃郁，別具一格，可說是最能體現福州本土文化特色的區域。
然而，隨著城市的發展，南臺居民逐漸遷往其他地區，而大量外來人口遷入（老城區空心化），城市化致使南臺部分地區遭拆遷。